# 许立志
许立志（1990年7月28日—2014年9月30日），中國詩人，出生于广东揭阳农村家庭，高中毕业后先后在广州和揭阳打工，2011年2月进入深圳富士康，成为生產线上的普通工人。2014年2月三年合同期满后到江苏谋职，不久又返回深圳，9月26日与富士康再次签订了为期三年的劳动合同，9月30日坠楼身亡，疑为自杀。许立志爱好诗歌，去世后其作品被选编为诗集《新的一天》。